# محمدعليخاني (مقاطعة إسلام آباد غرب)
محمدعليخاني (بالفارسية: محمدعلی‌خانی) هي قرية تقع في كرمانشاه في إيران. يقدر عدد سكانها بـ 359 نسمة بحسب إحصاء 2016.